# Asian Club Championship 1996–97
Asian Club Championship 1996–97 là phiên bản thứ 16 của giải bóng đá câu lạc bộ thường niên được tổ chức ở khu vực AFC (châu Á).
Pohang Steelers của Hàn Quốc thắng trận chung kết và trở thành nhà vô địch châu Á lần đầu tiên trong lịch sử câu lạc bộ sau khi đánh bại Cheonan Ilhwa Chunma trong giải đấu câu lạc bộ hàng đầu châu Á có trận chung kết với hai đội cùng quốc gia.

## Vòng đầu tiên

### Tây Á
| Đội 1               | TTS                 | Đội 2                 | Lượt đi | Lượt về |
| ------------------- | ------------------- | --------------------- | ------- | ------- |
| FK Neftchy Farg'ona | 8–2                 | Pamir Dushanbe        | 4–1     | 4–1     |
| AiK Bishkek         | 3–6                 | Yelimay Semipalatinsk | 2–4     | 1–2     |
| Köpetdag Aşgabat    | 0–1                 | Persepolis FC         | 0–0     | 0–1     |
| Kazma               | 10–1                | Dhofar                | 9–0     | 1–1     |
| West Riffa          | 2-4                 | Al-Nejmeh             | 2–1     | 0–3     |
| Al-Nasr             | w/o4                | Al-Sharjah            |         |         |
| Al-Rayyan           | Thắng không cần đấu |                       |         |         |
| Al-Zawraa           | Thắng không cần đấu |                       |         |         |

2 Al-Sharjah rút lui.

### Đông Á
| Đội 1                          | TTS                 | Đội 2            | Lượt đi | Lượt về     |
| ------------------------------ | ------------------- | ---------------- | ------- | ----------- |
| Thân Hoa Thượng Hải            | 9–2                 | Instant-Dict FC  | 7–1     | 2–1         |
| Công an Thành phố Hồ Chí Minh  | 1–2                 | Johor F.C.       | 0–1     | 1–1(a.e.t.) |
| JCT FC                         | 2–2 (4–2p)          | New Road Team    | 1–1     | 1–1         |
| PSM Makassar                   | 1–4                 | Pohang Steelers  | 1–0     | 0–4         |
| New Radiant                    | 1–0                 | Pettah United SC | 1–0     | n/p1        |
| Yokohama Marinos               | w/o2                | GD Artilheiros   |         |             |
| Cheonan Ilhwa Chunma           | Thắng không cần đấu |                  |         |             |
| Ngân hàng Nông nghiệp Thái Lan | Thắng không cần đấu |                  |         |             |

1 Trận lượt về bị huỷ do bạo động chính trị tại Sri Lanka.

2 GD Artilheiros rút lui.

## Vòng thứ hai

### Tây Á
| Đội 1                 | TTS | Đội 2               | Lượt đi | Lượt về |
| --------------------- | --- | ------------------- | ------- | ------- |
| Al-Zawraa             | 3–1 | FK Neftchy Farg'ona | 1–0     | 2–1     |
| Yelimay Semipalatinsk | 3–5 | Persepolis FC       | 3–0     | 0–5     |
| Al-Nejmeh             | 1–4 | Al-Nasr             | 1–0     | 0–4     |
| Al-Kazma              | 1–2 | Al-Rayyan           | 0–1     | 1–1     |

### Đông Á
| Đội 1                          | TTS | Đội 2               | Lượt đi | Lượt về |
| ------------------------------ | --- | ------------------- | ------- | ------- |
| Cheonan Ilhwa Chunma           | 1–0 | Thân Hoa Thượng Hải | 0–0     | 1–0     |
| Yokohama Marinos               | 3–1 | Johor F.C.          | 2–0     | 1–1     |
| JCT FC                         | 1–2 | New Radiant         | 1–0     | 0–2     |
| Ngân hàng Nông nghiệp Thái Lan | 1–5 | Pohang Steelers     | 1–3     | 0–2     |

## Tứ kết

### Tây Á
| Đội           | ST | T | H | B | BT | BB | HS | Đ |
| ------------- | -- | - | - | - | -- | -- | -- | - |
| Persepolis FC | 3  | 2 | 0 | 1 | 6  | 5  | +1 | 6 |
| Al-Zawraa     | 3  | 1 | 1 | 1 | 3  | 2  | +1 | 4 |
| Al-Nasr       | 3  | 1 | 1 | 1 | 4  | 4  | 0  | 4 |
| Al-Rayyan     | 3  | 1 | 0 | 2 | 3  | 5  | −2 | 3 |

| Al-Rayyan                                    | 2–1 | Al-Nasr            |
| -------------------------------------------- | --- | ------------------ |
| Zamel Essa 55' · Mohammed Salem Al-Enazi 62' |     | Majed Abdullah 72' |

| Persepolis FC                         | 2–1 | Al-Zawraa        |
| ------------------------------------- | --- | ---------------- |
| Reza Shahroudi 39' · Edmond Bezik 75' |     | Sahib Hassan 71' |

| Al-Nasr                   | 3–2 | Persepolis FC                         |
| ------------------------- | --- | ------------------------------------- |
| Ohene Kennedy 70' 87' 89' |     | Edmond Bezik 62' · Khodadad Azizi 75' |

| Al-Zawraa                             | 2–0 | Al-Rayyan |
| ------------------------------------- | --- | --------- |
| Moayad Attiya 40' · Mohamed Medhi 55' |     |           |

| Al-Rayyan          | 1–2 | Persepolis FC          |
| ------------------ | --- | ---------------------- |
| Mohamed Mutlaq 65' |     | Khodadad Azizi 44' 89' |

| Al-Nasr | 0–0 | Al-Zawraa |
| ------- | --- | --------- |
|         |     |           |

### Đông Á
| Đội                  | ST | T | H | B | BT | BB | HS  | Đ |
| -------------------- | -- | - | - | - | -- | -- | --- | - |
| Cheonan Ilhwa Chunma | 3  | 2 | 1 | 0 | 12 | 2  | +10 | 7 |
| Pohang Steelers      | 3  | 1 | 2 | 0 | 8  | 2  | +6  | 5 |
| Yokohama Marinos     | 3  | 1 | 1 | 1 | 14 | 5  | +9  | 4 |
| New Radiant          | 3  | 0 | 0 | 3 | 0  | 25 | −25 | 0 |

| Cheonan Ilhwa Chunma | 9–0 | New Radiant |
| --- | --- | ----------- |
| Lee Sang-Yoon 15' · Kim Dong-Gun 37' 59' · Hwang Yeon-Seok 44' · Lee Ki-Beom 51' · Han Jung-Guk 68' 73' · Gennadi Stepouchkine 69' · Alex Agbo 89' |     |             |

| Pohang Steelers                          | 2–2 | Yokohama Marinos                        |
| ---------------------------------------- | --- | --------------------------------------- |
| Lee Young-Sang 48' · Rade Bogdanovic 75' |     | Alberto Acosta 32' · Tunitake Miura 39' |

| New Radiant | 0–6 | Pohang Steelers                                               |
| ----------- | --- | ------------------------------------------------------------- |
|             |     | Cho Jin-Ho 32' 49' (ph.đ.) 83' 89' · Serhiy Konovalov 34' 61' |

| Yokohama Marinos                     | 2–3 | Cheonan Ilhwa Chunma                        |
| ------------------------------------ | --- | ------------------------------------------- |
| Alberto Acosta 34' · Satoru Noda 57' |     | Lee Sang-Yoon 14' 51' · Hwang Yeon-Seok 60' |

| Yokohama Marinos                                                                                           | 10–0 | New Radiant |
| --- | ---- | ----------- |
| M. Suzuki 4' · Alberto Acosta 12' 28' 38' 57' 89' · Yoshito Terakawa 13' 35' · Y. Uena 40' · T. Hirama 75' |      |             |

| Pohang Steelers | 0–0 | Cheonan Ilhwa Chunma |
| --------------- | --- | -------------------- |
|                 |     |                      |

## Bán kết
| Persepolis     | 1–3 | Pohang Steelers                                   |
| -------------- | --- | ------------------------------------------------- |
| Khodadad Azizi |     | Park Tae-Ha 9' 86' · Yahya Golmohammadi 55' (l.n) |

| Cheonan Ilhwa Chunma | 1–0 | Al-Zawraa |
| -------------------- | --- | --------- |
|                      |     |           |

## Tranh hạng ba
| Persepolis FC                                                   | 4–1 | Al-Zawraa       |
| --------------------------------------------------------------- | --- | --------------- |
| Edmond Bezik 20' · Mehdi Mahdavikia 30' · Karim Bagheri 65' 80' |     | Hussam Fawzi 8' |

## Chung kết
| Pohang Steelers                              | 2–1 (a.e.t.) | Cheonan Ilhwa Chunma |
| -------------------------------------------- | ------------ | -------------------- |
| Park Tae-Ha 78' · Park Ji-Ho 117' (phạt đền) |              | Hong Jong-Kyung 79'  |